# 바수반두

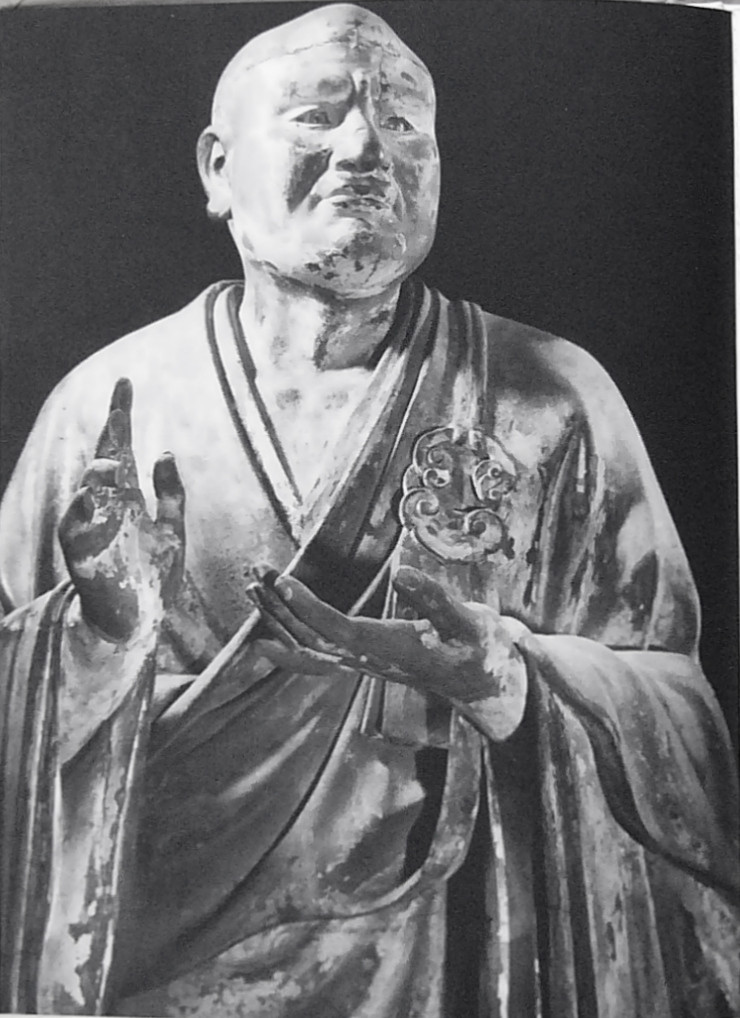
바수반두

바수반두(산스크리트어: वसुबन्धु) 또는 세친(世親)은 316 - 396년 경의 인도의 불교 사상가이다.

## 이름
- 산스크리트어: वसुबन्दु (Vasubandhu)
- 중국어: 婆藪槃豆, 世親
- 한국어: 바수반두, 세친
- 영어: Vasubandhu

## 삶
간다라 지방 푸루샤푸라성의 브라만 가문에서 차남으로 태어났다. 맏형은 그와 같이 사상가로 유명한 아상가(무착, 無着)이다. 출가하여 처음에는 유부(有部)에 속하였으며, 카슈미르와 간다라에서 유부를 비롯한 여러 부파 불교의 학설을 수업하고 이들 학설의 요강서(要綱書)인 《구사론》(俱舍論)을 지었다.
그러나, 후일 형인 아상가(무착)의 감화로 대승으로 전향하여 아상가 및 그의 스승 마이트레야의 저서에 주석을 붙여 유가유식설(瑜伽唯識說)의 완성에 힘썼고, 《유식삼십송》(唯識三十頌)을 저술하였다. 더욱이 그 입장에 서서 반대설을 깨뜨리고 《유식이십론》(唯識二十論)을, 또한 유식설 입문서로 《대승백법명문론》(大乘百法明門論)을 지었다.
《유식삼십송》에 대해서는 그의 제자들의 손으로 여러 주석서가 나왔고, 후일 현장(玄奬)이 호법(護法)의 주석을 중심으로 10대논사(十大論師)의 여러 주석을 합쳐서 번역한 《성유식론》(成唯識論)은 중국 불교의 법상종(法相宗)의 근본경전이 되었다.

## 주요 저서
- 《구사론》(俱舍論)
- 《유식삼십송》(唯識三十頌)
- 《유식이십론》(唯識二十論)
- 《대승백법명문론》(大乘百法明門論)
- 《대승오온론》(大乘五薀論)
- 《대승성업론》》(大乘乘成業論)
- 《삼성론》(三性論)
- 《섭대승론석》(攝大乘論釋)

## 참고 문헌
- 이 문서에는 다음커뮤니케이션(현 카카오)에서 GFDL 또는 CC-SA 라이선스로 배포한 글로벌 세계대백과사전의 내용을 기초로 작성된 글이 포함되어 있습니다.
- Anacker, Stefan. 1984. Seven Works of Vasubandhu, the Buddhist Psychological Doctor (Revised Edition, 2005). Delhi: Motilal Banarsidass. ISBN 81-208-0203-9